# Jana Jordan
Jana Jordan (San Antonio, 9 marzo 1986) è un'ex attrice pornografica statunitense.
È stata la Pet of the Month di agosto 2007 per la rivista Penthouse.

## Carriera
Dai 14 ai 17 anni ha lavorato come modella commerciale, mentre a 18 è passata nel campo delle modelle nude. Ha cominciato la carriera nell'industria per adulti lavorando davanti alla webcam col nome di Jana Foxy. Nel 2007 incontra la compagnia Ninn Worx, di Michael Ninn, all'Adult Entertainment Expo 2007 e successivamente firma un contratto con essa. Nel gennaio del 2008 la Jordan appare in un episodio della serie Rob & Big di MTV. Nel marzo del 2008 la Jordan lascia la Ninn Worx per continuare il lavoro con altre compagnie e realizzare altri tipi di film. Nel maggio del 2008 ha lanciato il suo nuovo sito. Nel 2010 ha lavorato per Nerdcore Horror Calendar.

## Riconoscimenti
- 2008 Dr. Jay's Must See Girls[9]
- 2009 AVN Award nomination – Best All-Girl Couples Sex Scene – Fem Vivace (con Georgia Jones)[10]
- 2009 XBIZ Award nomination – Web Babe/Starlet of the Year[11]

## Filmografia
- A Capella (2007)
- Andrew Blake X 1 (2007)
- Barefoot Confidential 47 (2007)
- Barely Legal 69 (2007)
- Fem Staccato (2007)
- Girls Banging Girls 1 (2007)
- House of Jordan 1 (2007)
- Matt's Models 3 (2007)
- Meet Nikki Kane (2007)
- Minutes to Midnight (2007)
- Ruthless Restraint for Costume Captives (2007)
- Sunrise Adams is a Sex Addict (2007)
- Thrilling Tales of Chloro Bondage (2007)
- Addicted 5 (2008)
- American Pinup (2008)
- ATK Petite Amateurs 1 (2008)
- Barely Legal Double Down (2008)
- Fem: Vivace (2008)
- Finger Licking Good 6 (2008)
- Home Office Hostages (2008)
- House of Jordan 2 (2008)
- Kayden Exposed (2008)
- Malibu Girlfriends (2008)
- Naughty School Girls (2008)
- Paid Companions (2008)
- Soloerotica 10 (2008)
- Trapped and Tied (2008)
- Woman's Orgasm 1 (2008)
- Addicted to Pleasure (2009)
- Banging Bitches (2009)
- Birthday Party (2009)
- Casey Parker's Girl Crazy (2009)
- Cover Girls Wrapped in Plastic (2009)
- Damsels Dressed in Costumes and Ropes (2009)
- Diary of a Horny Housewife (2009)
- Fem Luminoso (2009)
- Field of Schemes 4 (2009)
- Field of Schemes 6 (2009)
- Four Finger Club 27 (2009)
- Girl Play (2009)
- Hot Showers 18 (2009)
- I Kissed a Girl and I Liked It (2009)
- It's a Secretary Thing 2 (2009)
- Lucky Lesbians 5 (2009)
- Molly's Life 2 (2009)
- Ninn Wars 3 (2009)
- Ninn Wars 5 (2009)
- No Escape for Captured Couples (2009)
- Nymphetamine 1 (2009)
- Nymphetamine Solamente 1 (2009)
- Real College Girls 18 (2009)
- Restrained Heroines Need Help (2009)
- Ticklephobia (2009)
- Topless Tickle Games (2009)
- Triple Threat Bondage (2009)
- Twisted Passions 5 (2009)
- We Live Together.com 9 (2009)
- Wet 1 (2009)
- Wet Vignettes (2009)
- Costume Bondage Dreams (2010)
- Down the Rabbit's Hole (2010)
- For Her Tongue Only (2010)
- Fox Holes 2 (2010)
- Girls Banging Girls 5 (2010)
- Her First Lesbian Sex 19 (2010)
- Hostile Holiday Hostages (2010)
- Immoral Hotel (2010)
- Lesbian Tutors 10 (2010)
- Lovers Tied in Knots (2010)
- Party Nymph (2010)
- Power Munch 3 (2010)
- Power Munch 5 (2010)
- Rope Restraint for Barefoot Girls (2010)
- Secretaries Needed (for Bondage) (2010)
- She's Ticklish Everywhere (2010)
- Soaking Wet Mess (2010)
- Topless Beauties Wrapped Up Tight (2010)
- We Live Together.com 16 (2010)
- All Natural: Glamour Solos 1 (2011)
- ATK Galleria 15: My Dirty Blond (2011)
- ATK Petites 4 (2011)
- ATK Southern Amateurs (2011)
- Bound and Bare Breasted Businesswomen (2011)
- Bound Damsels in Naked Distress (2011)
- Bring It (2011)
- Costumed Damsels in Topless Ties (2011)
- CosWorld 3 (2011)
- Five Stars 2 (2011)
- Girls Only (2011)
- I Kissed a Girl (2011)
- Lesbian Love (2011)
- Lesbian Spotlight: Jayme Langford (2011)
- Lesbian Spotlight: Louisa Lanewood (2011)
- Next Door and Alone (2011)
- Party Girls (II) (2011)
- Pretty Filthy 4 (2011)
- Pretty in Pink (2011)
- Ruthless Bondage Restrains Sexy Secretaries (2011)
- Sexy Exec's Bondage Peril (2011)
- Sexy Topless Strugglers (2011)
- Squeal If You're Ticklish (2011)
- Teach Me 1 (2011)
- Tickle Mania (2011)
- Tough Ties for Topless Heroines (2011)
- Wide-Eyed and Tied (2011)
- Young Hot and Lesbian (2011)
- Your Struggling Turns Me On (2011)
- Babe Buffet: All You Can Eat (2012)
- Babes Bound Bare-Breasted (2012)
- Barefoot Bondage (2012)
- Costumed Ladies Learn a Lesson (2012)
- Curious Case of Countess Martina (2012)
- Disciplined MIBs (2012)
- Four (2012)
- Girlfriends 5 (2012)
- Humiliated Husband Wreaks Revenge on Randy (2012)
- LA Lesbians (2012)
- Lez-Mania (2012)
- Licking Slit (2012)
- Me and My Girlfriend 2 (2012)
- Me and My Girlfriend 3 (2012)
- My First Lesbian Experience 2 (2012)
- My Roommate's a Lesbian 3 (2012)
- Orgy: The XXX Championship 2 (2012)
- Secretaries in Peril (2012)
- Superstars First Scenes (2012)
- Talented Tootsies (2012)
- Tied to My Lover (2012)
- Tightly Bound Couples (2012)
- All Girls All the Time 3 (2013)
- Teach Me 3 (2013)